# Lourinhanosaurus antunesi
Lourinhanosaurus antunesi — вид хижих ящеротазових динозаврів, який існував у крейдяному періоді в Європі.

## Скам'янілості

Порівняння розмірів динозавра з розмірами людини

Рештки динозавра знайдено у 1982 році в селі Перальта поблизу Лоріняна в Португалії. Було знайдено частковий скелет, який складається із залишків шести шийних хребців із шістьма ребрами, п'яти крижових хребців із ребрами, 14 хвостових хребців, восьми шевронів, обох стегнових кісток, правої великогомілкової та малогомілкової кісток, одного плесна, двох клубових кісток, обох лобкової та сідничної кісток, а також пов'язані з ним 32 гастроліти. На основі цих решток у 1998 році португальським палеонтологом Октавіу Матеушом було описано нові рід та вид Lourinhanosaurus antunesi. Родова назва Lourinhanosaurus перкладається як «Лорінянський ящір» та вказує на типове місцезнаходження. Видова назва antunesi дана на честь португальського палеонтолога Мігеля Теллеша Антунеша.
Стегнова кістка, знайдена в Порту-дас-Баркас (формація Lourinhã; пізня юра), також була віднесена до L. antunesi. Крім цих зразків, було знайдено гніздо, яке містило близько 100 яєць, деякі з яких містили ембріональні кістки та шкіру, були знайдені в 1993 році на сусідньому пляжі Паймого і в 2001 році були віднесені до L. antunesi. І скелет, і яйця виставлені в Музеї Луріньяна.

## Опис
L. antunesi був досить великим. Знайдена особина була недорослою, завдовжки близько 4,5 м і завважила близько 160 кг. Гістологія показала, що голотипу було від 14 до 17 років.